# Синьковка
Синьковка (укр. Синьківка), село, 
Петропавловский сельский совет, 
Купянский район, 
Харьковская область.
Код КОАТУУ — 6323785503. Население по переписи 2001 года составляет 389 (191/198 м/ж) человек.
За населенный пункт идут тяжёлые бои. По данным российской стороны, 14 ноября 2024 населённый пункт взят ВС РФ.

## Географическое положение
Село Синьковка находится на расстоянии в 3 км от реки Оскол (левый берег).
Выше по течению на расстоянии в 2 км расположено село Лиман Первый (Двуречанский район),
ниже по течению на расстоянии в 2 км расположено село Петропавловка.
От реки село отделено лесным массивом (сосна).
Рядом проходит железная дорога, станция Синьковка.

## История
- 1872 — дата основания.

## Экономика
- Молочно-товарная ферма.
- Фермерское хозяйство «Добробут».

## Объекты социальной сферы
- Школа.
- Библиотека.
- Синьковская амбулатория семейной медицины.